# Relações entre Mônaco e Rússia
Relações entre Mônaco e Rússia é a relação bilateral entre o Principado de Mônaco e da Federação Russa.

## História
As relações entre os dois países datam dos reinados de príncipe Charles III de Mônaco e czar Alexandre II do Império Russo. Durante este período, as duas nações assinaram vários tratados e acordos, incluindo a extradição de criminosos, assistência jurídica mútua, o reconhecimento do estatuto civil das pessoas e procurar ajuda médica. Após o estabelecimento da Ordem de Saint-Charles em Monaco em 1858, o czar Alexandre II tornou-se o primeiro membro de uma família real a ser concedido o prêmio monegasco. Em 1877, Charles III nomeou Chevalier Jean Plancher como o Consul monegasco em São Petersburgo. 
Após a Revolução Russa de 1917 as relações entre os dois estados foram suspensas. Antes da admissão de Mônaco nas Nações Unidas em 1993, o estabelecimento de relações diplomáticas com a União Soviética não era uma prioridade, no entanto os dois estados mantido contatos através da embaixada soviética em Paris e na Embaixada da França em Moscou .

## Relações com a Federação Russa

### Relações diplomaticas
Mônaco e a Federação Russa estabeleceram relações consulares em julho de 1996. Em 2002, o príncipe Rainier III nomeou Nikolai Orlov como consulado honorário do Mônaco, em São Petersburgo, e Albert II viajou para a cidade para abrir o consulado honorário em 31 de julho de 2003. Em 13 de abril de 2006 , o presidente russo, Vladimir Putin assinou um decreto presidencial dirigir o Ministério dos Negócios Estrangeiros da Rússia a iniciar negociações com os seus homólogos monegascas com vista ao estabelecimento de relações diplomáticas plenas entre os dois estados. As relações diplomáticas entre os dois estados foram estabelecidas em 11 de Julho de 2006, após a troca de notas entre as embaixadas russas e monegascas em Paris. Em 16 de Março de 2007, Alexander Avdeyev foi apontado como o embaixador russo para Mônaco, em concordância com sua postagem como embaixador da Rússia para a França. As relações diplomáticas entre os dois estados foram estabelecidas em 10 de Abril de 2007.

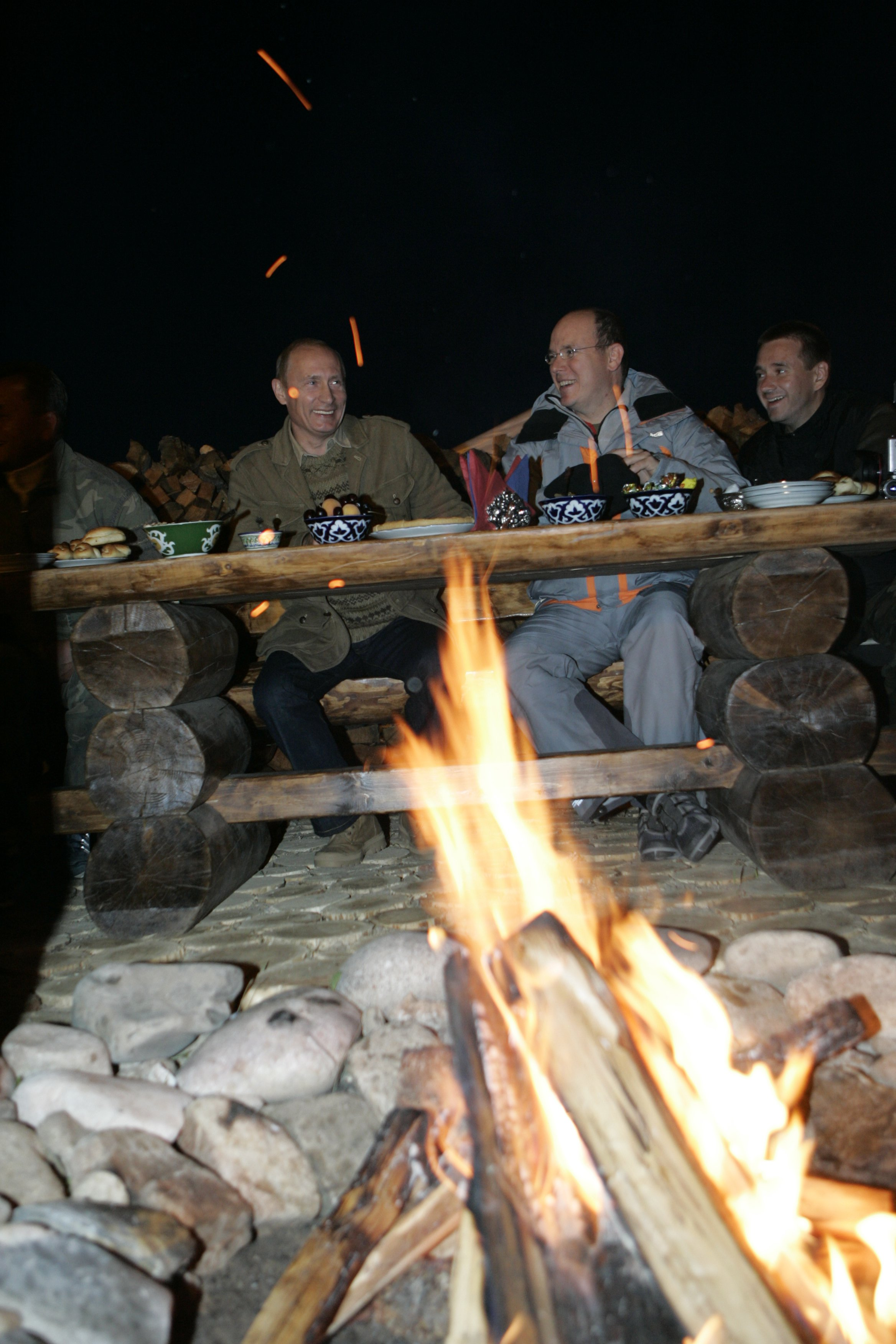
Vladimir Putin com Albert II durante uma viagem a Tuva em 2007.

O atual embaixador da Rússia em Mônaco é Alexander Orlov, que foi nomeado pelo presidente russo, Dmitry Medvedev, em 1 de Dezembro de 2008. Orlov, que é residente em Paris, apresentou suas credenciais ao Alberto II de Mônaco em 24 de Março de 2009 no Palácio do Príncipe de Mônaco. O atual embaixador do Mónaco  na Rússia é Claude Giordan, com residência em Berlim, que apresentou suas credenciais ao vice-ministro russo dos Negócios Estrangeiros Vladimir Titov em Moscou em 12 de Junho de 2009. 

### Relações políticas
Em 12 de agosto de 2007, o presidente russo, Vladimir Putin hospede de Albert II em Peterhof, em São Petersburgo, onde Putin agradeceu o Príncipe monegasco por seu apoio à candidatura bem sucedida da Rússia para os Jogos Olímpicos de Inverno de 2014 em Sóchi, no Mar Negro. No que foi visto como um sinal de gratidão de Putin, no dia seguinte os dois líderes viajaram para Tuva na Ásia Central. Enquanto em Tuva, os dois líderes visitaram o Por-Bazhyn fortaleza onde uma escavação arqueológica estava em andamento, e foi em uma viagem de rafting e pesca no rio Yenisei. Durante a viagem, Albert foi presenteado com focas de Baikal de Alexander Tishanin, o governador de Irkutsk Oblast, que mais tarde foram colocados em uma casa no Museu Oceanográfico de Mônaco.

De acordo com um ex-assessor de Albert II, em um sinal da crescente amizade entre Putin e Albert II, as autoridades russas enviou uma equipe de construtores para Mônaco em 2008 para erigir uma datcha de três quartos no jardim da propriedade de Albert, localizado no colinas atrás Monte Carlo.

### Relações econômicas
Status de Mônaco como um paraíso fiscal se transformou o principado em um playground favorito para os russos ricos. Existem actualmente quatro empresas russas que fazem negócios no território do Mónaco.

#### Relações comercias
Volume de comércio entre as duas nações é nominal, atingindo cerca de € 1 milhão por ano. Exportações russas para Mônaco são produtos alimentícios, instrumentos ópticos e dispositivos, e relógios e relógios. Monegascas exportações para a Rússia estão produtos alimentícios, roupas, automóveis e produtos de perfumaria .

### Relações culturais
Relações culturais entre Mônaco e Rússia remontam ao início do século XX. Entre 1911 e 1929, de Sergei Diaghilev Ballets Russes foi encenado em Mônaco. Para marcar o centenário de bailados Russes performances em Mônaco, em 2009-2010, a Orquestra Filarmônica de Monte-Carlo encenado concertos que marcam as obras de Diaghilev, que incluem performances de Petrushka, Le sacre du printemps , Daphnis et Chloé, Shéhérazade e L'oiseau de Feu. O Notari Biblioteca Louis também terá uma exposição sobre Diaghilev e sua trupe. 

Desde a dissolução da União Soviética, várias famosas organizações culturais russos visitaram a Mônaco, incluindo o Ballet Bolshoi, Mariinsky Ballet, Red Army Choir and Dance Ensemble, entre outros.